# Ringe i vandet
|  | Denne artikel er oprettet af botten Steenthbot ud fra en ekstern database. Den kan derfor have sproglige fejl eller mangler. Denne skabelon kan fjernes efter kontrol af indholdet. |

Ringe i vandet er en dansk dokumentarfilm fra 2011 instrueret af Søren Vestergaard Nielsen.